# Az Első Francia Császárság marsalljainak listája

Marsallbot az Első Császárság idején

Az Első Francia Császárság idején I. Napóleon 26 császári marsallt (Maréchal de l’Empire) nevezett ki.

## Előzmények
Franciaországban az első marsallt, Albéric Clément-t (ejtsd [kléman]) 1190-ben nevezte ki II. Fülöp Ágost király. 1793-ban, a francia forradalom idején szüntették meg a rangot, majd Napóleon császár újraalapította a kitüntető címet, melynek tartalma az idők során sokat változott.

## Napóleon marsalljai

### 1804-es kinevezés
1804. május 18-án 18 császári (birodalmi) marsallt (Maréchal de l’Empire) nevezett ki Napóleon.
- Charles Pierre François Augereau (1757–1816)
- Jean-Baptiste Jules Bernadotte (1763–1844)
- Louis-Alexandre Berthier (1753–1815)
- Jean-Baptiste Bessières (1768–1813)
- Guillaume Marie-Anne Brune (1763–1815)
- Louis Nicolas Davout (1770–1823)
- Jean-Baptiste Jourdan (1762–1833)
- François Christophe Kellermann (1735–1820)
- Jean Lannes (1769–1809)
- François Joseph Lefebvre (1755–1820)
- André Masséna (1758–1817)
- Bon-Adrien Jeannot de Moncey (1754–1842)
- Édouard Adolphe Mortier (1768–1835)
- Joachim Murat (1767–1815)
- Michel Ney (1769–1815)
- Catherine-Dominique de Pérignon (1754–1818)
- Jean Mathieu Philibert Sérurier (1742–1819)
- Nicolas Jean-de-Dieu Soult (1769–1851)

### 1807-es kinevezés
- Claude-Victor Perrin (1764–1841)

### 1809-es kinevezés
- Étienne Jacques Joseph Macdonald (1765–1840)
- Auguste Frédéric Louis Viesse de Marmont (1774–1852)
- Nicolas-Charles-Marie Oudinot (1767–1847)

### 1811-es kinevezés
- Louis Gabriel Suchet (1770–1826)

### 1812-es kinevezés
- Laurent de Gouvion-Saint-Cyr (1764–1830)

### 1813-as kinevezés
- Józef Antoni Poniatowski (1763–1813)

### 1815-ös kinevezés
- Emmanuel de Grouchy (1766–1847)